# Nationaltheater (Magdeburg)

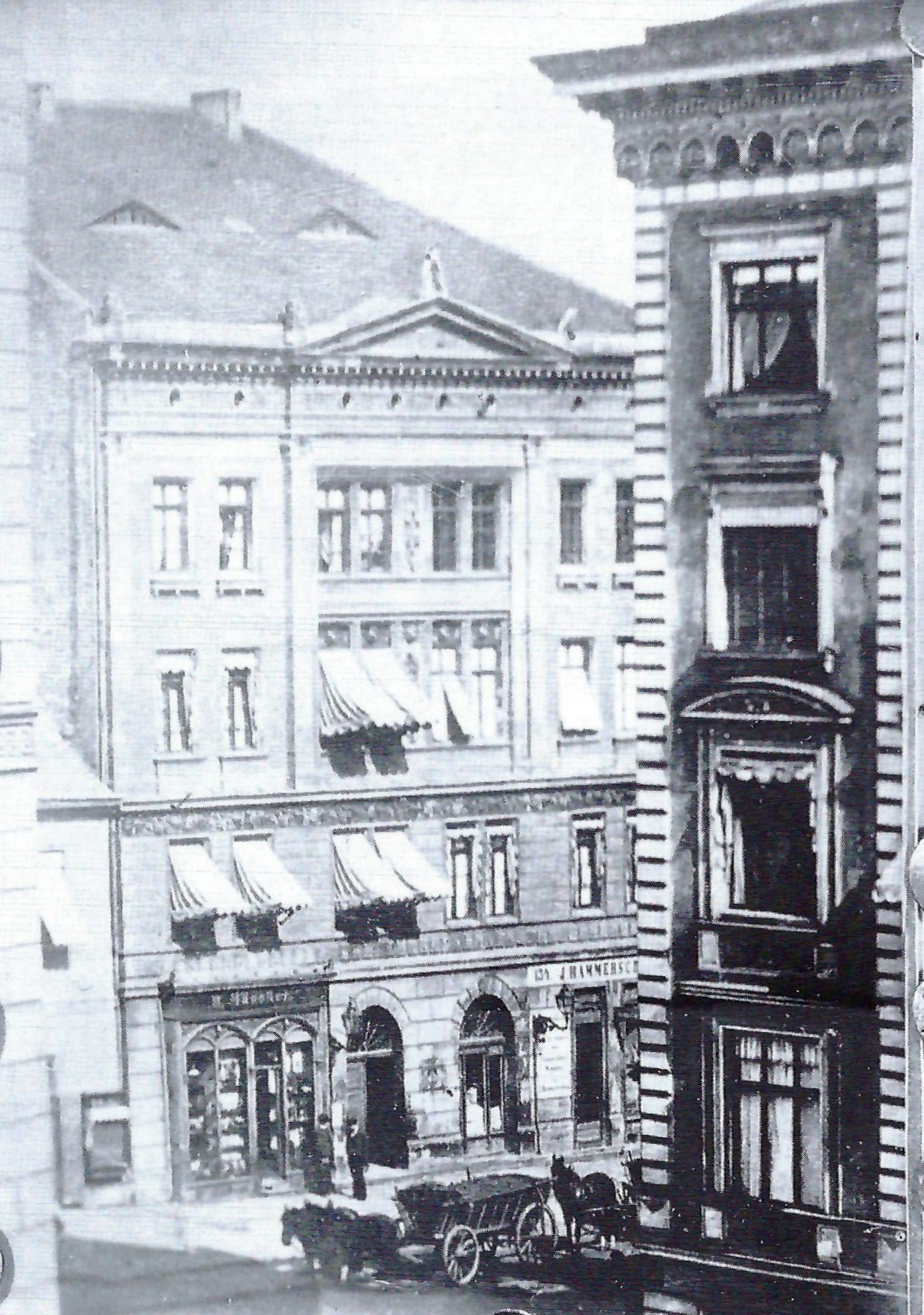
Haus Zu den drei Engeln, Blick vom Ratswaageplatz nach Nordwesten, Ende des 19. Jahrhunderts

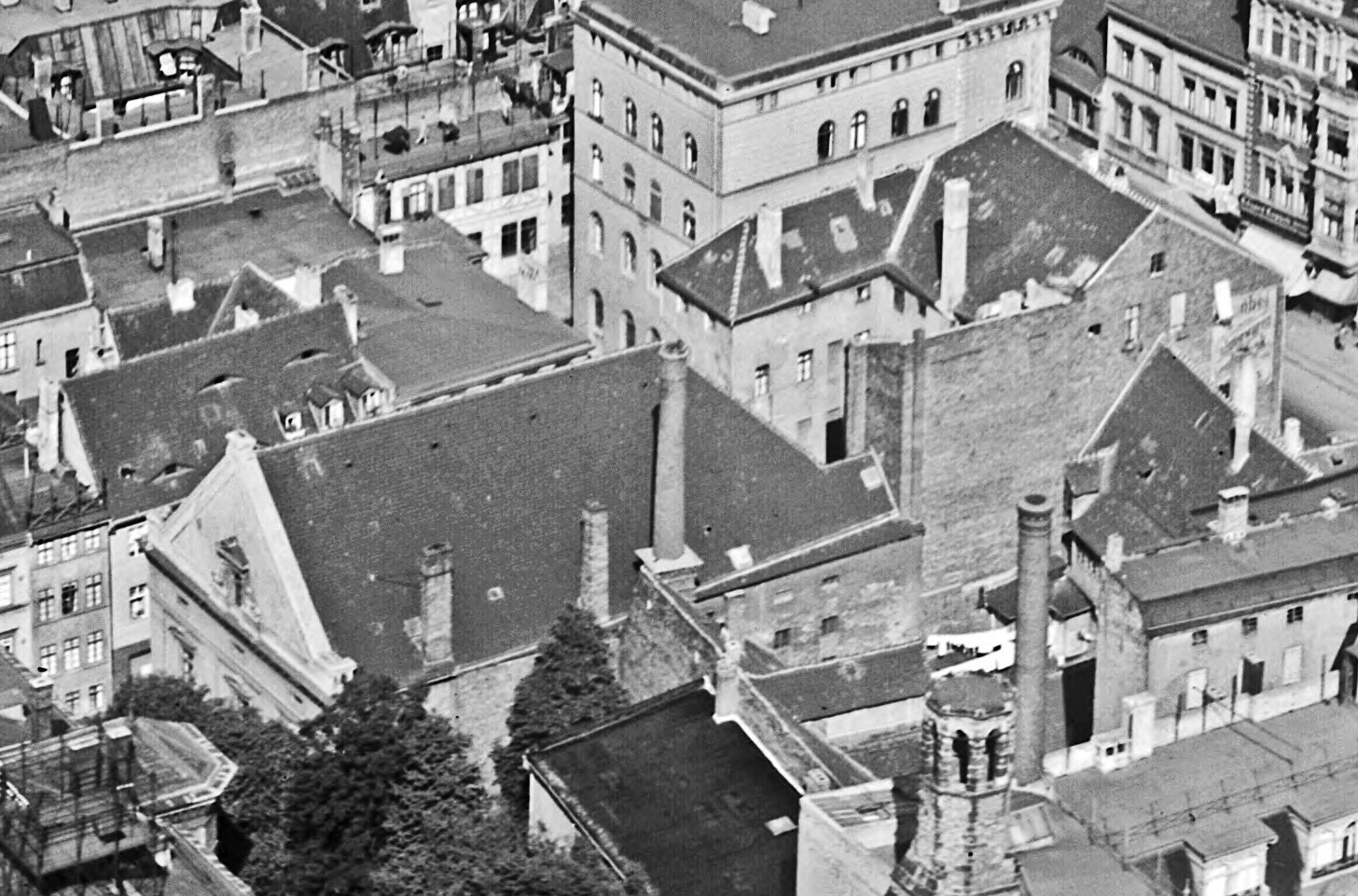
Luftbild, Blick von Süden, 1929

Das Nationaltheater war ein Theater in Magdeburg. Es bestand von 1794 bis 1876 als Theater und wurde dann an anderen Spielorten fortgeführt. Zumeist firmierte es als Stadttheater Magdeburg. Es war der direkte Vorläufer des heutigen Theater Magdeburg. Das historische Theatergebäude gilt als im Zweiten Weltkrieg verloren gegangenes Baudenkmal.

## Lage
Das Theater befand sich in der Magdeburger Altstadt auf der Westseite des Breiten Wegs an der Adresse Breiter Weg 134 an der Ecke zur nördlich einmündenden Dreiengelstraße. Zum Teil erfolgte auch eine Adressierung als Dreiengelstraße 28.

## Geschichte
Während das Vorderhaus zunächst als Brauhaus, später als Wohn- und Geschäftshaus genutzt wurde, befand sich auf dem Hof des Anwesens von 1794 bis 1876 das Nationaltheater.

### BrauhausZu den drei Engeln
1619 veräußerte die Kämmerei das Haus an Johann Becker. Im Jahr 1631 gehörte es vermutlich der Witwe von Hieronymus Pusern. Sie war möglicherweise die Mieterin oder eine Verwandte der Familie Becker. Christian Becker, Johann Beckers Sohn, veräußerte die Stätte 1648 für 550 Taler an den Kaufmann Joachim Balcke (auch Balicke). Balcke bebaute das Grundstück 1651 neu. Vermutlich erwarb er eine Stätte des Barbiers M. Lorenz hinzu, die sich zwischen der Nummer 134 und 135 befand. Auch 1659 gehörte das Haus Balcke, 1685 waren seine Erben verzeichnet. 1688 gehörte es dem Miterben Hans Georg Pietzsch. Im Jahr 1697 wurde es von stud. jur. Joachim Balke für 2200 Taler an Johann Eberhard Wienecke veräußert. Er war auch 1711 Eigentümer, 1721 dann seine Witwe. Zum Grundstück gehörte auch das Haus Dreiengelstraße 28b. Im 18. Jahrhundert war das zum Breiten Weg ausgerichtete Haupthaus geteilt.
1803 gehörte das Haus Guischardt, 1845 Guischardts Erben. 1851 wurde das Gebäude umgebaut. Es war ein viergeschossiges Wohn- und Geschäftshaus mit einer achtachsigen zum Breiten Weg ausgerichteten Fassade. Die vier mittleren Achsen waren als flacher Mittelrisalit zusammengefasst und wurden von einem Dreiecksgiebel bekrönt. Die Fassade des Gebäudes war mit Theateremblemen verziert. 1870 war Märker, Inhaber einer Instr.-Handlung, Eigentümer, 1914 und auch noch 1925 die Märkerschen Erben. 1938 und auch 1940 war der Warenhauskonzern R. Karstadt AG als Eigentümer eingetragen.
Im Zweiten Weltkrieg wurde das Anwesen zerstört. Eine einsturzgefährdete Fassade wurde im April 1948 gesprengt. Weitere Abrissarbeiten fanden im November 1949 statt. Die Kosten hierfür betrugen 242,50 DM.

### Nationaltheater

#### Gründung
1794 wurde auf dem Hof des Grundstücks hinter dem Haus Zu den drei Engeln ein Theater, das National-Schauspielhaus errichtet. Die Initiative ging auf die Kaufleute Dr. Johann Georgy und Christian Gottfried Keller zurück, die Aktien zu 25 Talern ausgaben. Unmittelbarer Anlass war das Zusammenbrechen des Holzfußbodens unter Besuchern einer Wachsfigurenausstellung im Gasthof Zum blauen Hecht, der auch als Theateraufführungsstätte diente. Georgy und Keller hatten am 5. April 1794 zur Gründung einer Aktiengesellschaft aufgerufen. Es gelang ihnen mit einer prognostizierten Rendite von 3,5 % innerhalb eines Monats ein Stammkapital von 10.000 Talern einzuwerben. Der Entwurf zum Bau des Theaters erfolgte durch den Architekten Friedrich Wilhelm von Erdmannsdorff, die Bühne wurde vom späteren Professor Johann Adam Breysig geplant, der auch Dekorationen entwarf. Die Bauausführung des massiven Gebäudes oblag dem Ratszimmermeister Winterstein und dem Ratsmauermeister Schwarzkopf. Als Arbeitskräfte dienten vor allem französische Kriegsgefangene. Das Richtfest fand Ende 1794 statt.
Die Baukosten des Bauvorhabens hatten sich im Laufe der Umsetzung mehr als verdoppelt. Auch eine Rendite ergab sich nicht. Angemietet wurde der Theaterbau von Carl Döbbelin, der schon zuvor häufiger mit seiner Theatertruppe in Magdeburg gastiert hatte. Die Eröffnung fand am 21. Februar 1795 mit Mozarts Zauberflöte statt. 
Döbbelin hatte sich im Mietvertrag verpflichtet, jährlich mindestens 100 Vorstellungen zu geben, davon zumindest 80 zwischen September und April. Je Aufführung war eine Miete von sechs Talern zu zahlen. Theaterabonnements gab es zunächst nicht, Logenplätze sollten zwischen acht und 16 Groschen kosten. Im Parterre wären zehn und auf der Galerie vier Groschen zu zahlen gewesen. Allerdings hielt sich Döbbelin eher nicht an den Vertrag und setzte zum Beispiel die zwölf Groschen-Plätze bald auf einen Taler hoch. Das Theater war gut besucht. Es wurden Singspiele und Mozart-Opern, Stücke von August Kotzebue und August Wilhelm Iffland gezeigt. Heinrich Zschokkes Abälino - der große Bandit, erlebte sechs ausverkaufte Vorstellungen. Auch Zschokkes Graf Monaldeschi wurde 1795 aufgeführt. Die Qualität der Aufführungen wurde zeitgenössisch zum Teil sehr kritisch beurteilt. Es kam häufiger zum Streit zwischen Döbbelin und dem Komitee der Aktionäre. Einem der Aktionäre schoss Döbbelin mit einer Pistole ins Bein. Im August 1795 verließ Döbbelin mit seiner Truppe die Stadt und spielte in Potsdam. Erst im Oktober kehrte er zurück. Der Streit setzte sich fort. Am 24. Dezember 1795 sperrte der Aktienverein Döbbelin den Zugang zum Theater. Döbbelin setzte sich hiergegen zur Wehr und konnte mit Hilfe von Landesbeamten die Herausgabe des Schlüssels erzwingen. Letztlich wurde die Angelegenheit vor dem Stadtgericht Magdeburg verhandelt und der Vertrag aufgelöst. Die letzte Vorstellung der Truppe wurde am 9. Februar 1796 mit Ifflands Aussteuer gegeben. Das Theater war völlig überfüllt, die Zuschauer saßen zum Teil auf der Bühne.

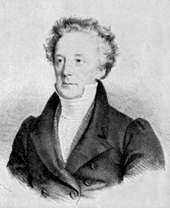
Friedrich Ludwig Schmidt, um 1830

Am 19. September 1796 erfolgte mit Ifflands Vermächtnis vor ausverkauftem Haus die Neueröffnung als Magdeburger Nationaltheater. Breysig hatte neue Dekorationen geschaffen. Die künstlerische Leitung lag bei Friedrich Ludwig Schmidt. Als großer Erfolg wurde die Aufführung von Hamlet im Februar 1797 beschrieben. Das Ensemble umfasste kaum 20 Personen und brachte in der von November bis März dauernden Saison zwischen 20 und 40 neue Inszenierungen auf die Bühne. Ab 1801 gastierte das Ensemble auf den Braunschweiger Messen, wobei Braunschweig nach 17 Stunden Fahrt erreicht wurde. Außerdem spielte man auch in Helmstedt, Schönebeck (Elbe), Halberstadt und Halle (Saale).
Der Publikumsverkehr in der Anfangszeit bestand innerhalb der Woche zu einem größeren Anteil aus Militärangehörigen, die vor allem Karten im Parterre erwarben. Sonntags wurden die billigen Plätze in der Galerie viel von Primanern und Handwerksburschen genutzt. Die Vorstellung begann zumeist mit einem drei- oder vieraktigen Schau- oder Lustspiel. Nach einer Pause wurde eine Pantomime oder aber ein Ballett oder einaktiges Lustspiel gezeigt. Den Abschluss der etwa drei Stunden dauernden Veranstaltung bildete dann ein Vaudeville oder eine Posse.
1801 wurde erstmals das von Friedrich Ludwig Schmidt geschriebene Stück Der Sturm auf Magdeburg aufgeführt, das die Zerstörung Magdeburgs am 10. Mai 1631 thematisierte. Es wurde dann bis 1876 jeweils am 10. Mai gezeigt.
Am 27. Juli 1801 wurde Nathan der Weise aufgeführt. Das 18 Jahre alte, faktisch in Vergessenheit geratene und zuvor nur kurz in Berlin und Pressburg aufgeführte Stück hatte mit dieser erfolgreichen Aufführung faktisch seinen Durchbruch.

#### Wirtschaftlicher und künstlerischer Niedergang
Die Lage des Theaters verschlechterte sich. Im April 1803 standen nur liquide Mittel von 15 Talern zur Verfügung, während sich die Außenstände auf 47.229 Taler, 12 Groschen und 5 Pfennige beliefen. König Friedrich Wilhelm III. bewilligte im Mai 1803 einen einmaligen Zuschuss in Höhe von 5.000 Talern. Friedrich Schiller beklagte sich bei Johann Wolfgang von Goethe über das Magdeburger Theater, da dies den Ankaufpreis für die Wallenstein-Trilogie halbieren wollte. Im Sommer 1805 wurde anlässlich der Todesfeier Schillers in Magdeburg das Stück Die Braut von Messina gegeben. Hier blieb das Theater gegenüber der Witwe die zu zahlenden Tantiemen schuldig.
Ohne Kenntnis Schmidts war der Schauspieler August Fabricius, wohl auf dessen Betreiben, als zusätzlicher Regisseur bestellt worden, worauf Schmidt im Frühjahr 1804 die Regie niederlegte, aber zunächst Direktor blieb. 1804 hatte das Publikumsinteresse deutlich nachgelassen. Es kam öfter vor, dass Vorstellungen so schlecht besucht waren, dass die Tageskosten nicht eingespielt werden konnten. Auch die Disziplin unter den Schauspielern hatte gelitten. Es kam vor, dass jemand so heftig dem Alkohol zusprach, dass die nächste Aufführung verschlafen wurde. Ein besonderer Tiefpunkt war die Aufführung eines romantischen Schauspiels des Braunschweiger Autors Sievers am 28. Oktober 1804, die so schlecht ankam, dass Direktor Schmidt von einer Theaterrevolte sprach. 
Im Sommer 1805 beschloss der Direktionszirkel um Hofrat Guischardt, die Eigenverwaltung aufzugeben und das Theater ab dem 1. September 1805 an Alois Hotovsky und August Fabricius zu verpachten, ohne Schmidt zuvor zu informieren. Schmidt kündigte daraufhin, was einen Theaterskandal auslöste. Das Publikum buhte und zischte die als Intrigranten Betrachteten aus. Hotovsky und Fabricius eröffneten am 1. September 1805 mit dem Lustspiel Reue und Ersatz.
1806 verließ Schmidt dann das Theater und ging nach Hamburg. Er hatte in seiner Magdeburger Zeit hier 14 eigene Stücke auf die Bühne gebracht und in 293 Stücken Regie geführt. Seine umjubelte Abschiedsvorstellung gab Schmidt am 2. April 1806.
Hofrat Guischardt hatte durch den Aufkauf von Aktien das Theater erworben. An ihn war ein jährlicher Mietzins von 2.000 Talern zu entrichten. Die wirtschaftliche Situation des Theaters war weiterhin schwierig. So wurde das Orchester weitgehend abgeschafft, mit der Folge, dass man auf Opernaufführungen verzichten musste. Der Charakter des Schauspiels wurde dahingehend verändert, dass nunmehr eher bodenständiges Lachtheater dominierte. Die Gagen der Schauspieler waren gering, was zu ständiger großer Fluktuation führte. Insgesamt sank das Theater eher auf das Niveau eines Familientheaters herab. 
Während der französischen Besatzung erging 1808 vom Maire der Stadt Magdeburg der Hinweis an das Theater, dass die Pflicht bestünde, jedes neue Stück zunächst zur Erlaubnis einzureichen.
Nur mit Auftritten bekannter Gäste gelang es noch das Haus wieder zu füllen. Auf dringendes Bitten der Theaterdirektion waren im Frühsommer 1810 August Wilhelm Iffland und der frühere Direktor Friedrich Ludwig Schmidt zu Gast. Schmidt schilderte den Zustand des Theaters als dramatisch. Es herrschte Dilettantismus vor. Der Souffleur war ständig betrunken, so dass die Schauspieler in ihren Rollen häufig stockten. Die Beleuchtung war spärlichst und nur noch wenige Musiker vorhanden. Statisten wurden nicht bezahlt, sondern hatten freien Eintritt, so dass sie zum Teil auf der Galerie saßen, statt aufzutreten. Die Spielpausen wurden über die Jahre länger, die Stücke anspruchsloser. Ab 1811 wurde die Zahl der wöchentlichen Spieltage zeitweise von fünf auf drei gesenkt.

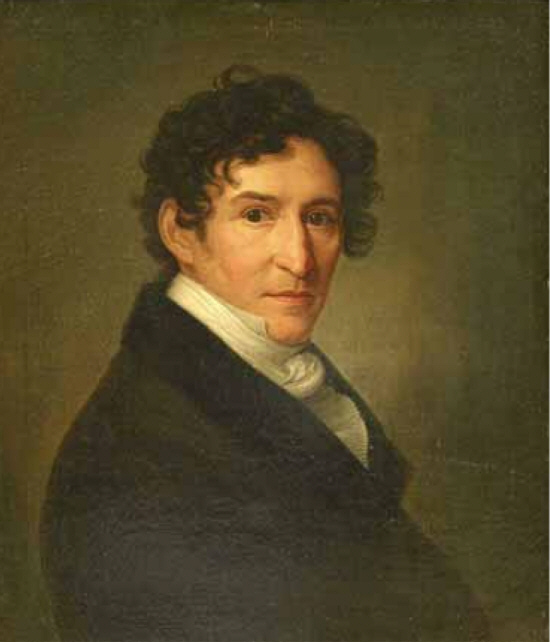
Ludwig Devrient, 1831

Auch nach Ende der französischen Besatzung im Jahr 1814 ergab sich keine Besserung. Durch eine 1816 eintretende Hungersnot litt das Interesse am Theater weiter. Mehrfach gastierte jedoch der bekannte Schauspieler Ludwig Devrient sowie Karl Ludwig Costenoble, der über eine Kälte des Publikums klagte. Anfang April 1817 beantragte eine Gesellschaft von Theaterfreunden die Genehmigung zur Zeichnung von 4000 Talern, um das Theaterwesen in Magdeburg zu verbessern. Es konnten allerdings nur 550 Taler gezeichnet werden, so dass der Plan scheiterte. Die Direktion mobilisierte letzte Reserven und frischte die Dekorationen und den Zuschauerraum auf.
Nach dem Tod des durch ein Attentat Carl Ludwig Sands ermordeten Kotzebues im Jahr 1819 entschloss sich die gerade in Halberstadt gastierende Theatergruppe dort eine Totenfeier für den beliebten Autor abzuhalten. Daraufhin erhielt Fabricius ein anonymes Schreiben, dessen Verfasser sich als den „wahren Deutschen“ zugehörig bezeichnete. Im Schreiben wurde Fabricius aufgefordert, die Totenfeier abzusagen. Unterzeichnet war das Schreiben mit „Heil Sand, heil sey Deutschlands Ehrenretter!“.
Am 4. Januar 1821 nahm sich August Fabricius im Theater das Leben. Während einer Aufführung von Don Karlos erschoss er sich, zeitgleich zu einem auf der Bühne im Stück abgegebenen Schuss, hinter der Bühne in einem Lehnsessel durch einen Schuss ins Herz. Die Vorstellung wurde abgebrochen. Nach dem Tode Fabricius folgte der finanzielle Zusammenbruch des Theaters. Im September 1821 wurde das Theater an die Braunschweigerin Sophie Walter übertragen, deren Gesellschaft auf Singspiele und Opern spezialisiert war. Dies brachte wieder einen größeren Zuspruch des Publikums. Erstmalig wurde ab Februar 1822 ein Abonnement eingeführt. Im Oktober 1822 wurde Carl Maria von Webers Der Freischütz erstmalig aufgeführt und ein großer Publikumserfolg. Innerhalb von vier Wochen erfolgten zehn Aufführungen, bis 1833 insgesamt 60 Vorstellungen. Schon gegen Ende des Jahres nahm der Zuschauerzuspruch jedoch wieder ab. 1823 wurden die Eintrittspreise erhöht. Die wirtschaftliche Lage war aber weiterhin schwierig. Am letzten Tag eines Gastspiels des Heldendarstellers Ferdinand Esslair am 24. Mai 1824 kündigte die Direktorin die Verlosung von Theaterkarten an. Vier Wochen später war sie jedoch bankrott. 
Als Pächter folgte kurzzeitig Louis Petri. Doch nach einer Mozart-Aufführung am 27. Januar 1825 musste er fliehen, um einer Verhaftung zu entgehen. Seine Habe wurde gepfändet und vom Erlös Gagen von Schauspielern gezahlt.

#### Neustart 1825

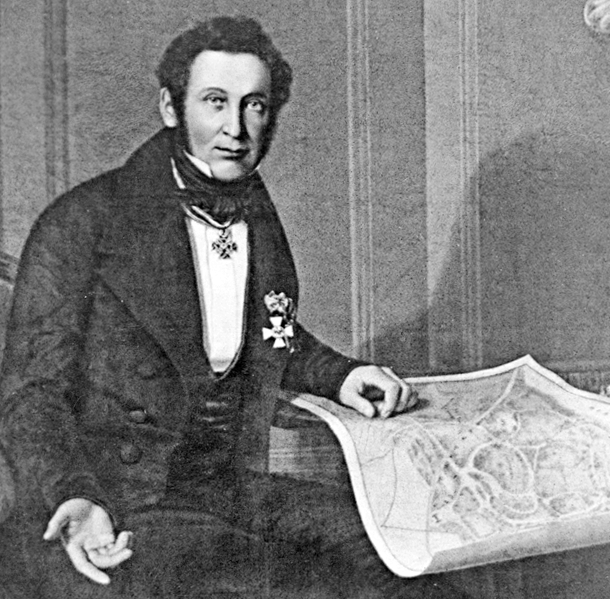
August Wilhelm Francke

Um der schwierigen wirtschaftlichen Lage Herr zu werden, entschloss sich Oberbürgermeister August Wilhelm Francke einzugreifen. Er stellte für eine neu zu gründende Aktiengesellschaft eine Dividende von zehn Prozent in Aussicht, was zur Zeichnung von 12.000 Talern führte. Auf sein Betreiben hin bewilligte das königliche Kabinett später am 28. Februar 1826 einen zinslosen Vorschuss von 15.000 Talern.
Der neue Aktienverein nahm im August 1825 den Spielbetrieb auf. Die Leitung lag beim Freiherrn Ferdinand von Biedenfeld. Die Dreiteilung der Vorstellung und auch der Schwerpunkt auf Possen und Lustspiele wurde beibehalten. Der künstlerische Charakter der Aufführungen wurde nun aber besonders betont und auch beworben. Textbücher und Theaterpläne konnten an der Kasse erworben werden. In den Aufführungen war nun zumeist auch ein prominenter Gast engagiert. Das Besucherinteresse stieg wieder deutlich an. Das Repertoire wurde langfristiger geplant. Die Abonnenten erhielten ihre Karten einen bis sechs Monate im Voraus.
Im Jahr 1825 wurde im Nationaltheater die deutschsprachige Version der Oper Julie oder Der Blumentopf von Gaspare Spontini uraufgeführt.
Im März 1826 konnte darauf hingewiesen werden, dass Theaterkarten nur noch für bestimmte Plätze vorrätig waren. 1826 und 1827 wurde aufgrund der Nachfrage auch im Sommer durchgespielt. Probleme gab es mit kirchlichen Stellen, auf deren Kritik hin, für die Sonntagsvorstellungen Karten erst nach dem Gottesdienst ab 11.00 Uhr verkauft wurden. Biedenfeld verließ Magdeburg im Oktober 1826. Auf ihn folgte der Schauspieler Johann Leonhard Merk, der jedoch über keine Erfahrung als Direktor verfügte. Unter ihm erlitt das Theater wiederum einen Rückschlag. Aufgrund Personalmangels übertrug er Statisten tragende Rollen. Als besonderer Tiefpunkt gelten Gastauftritte des schwer erkrankten, dem Delirium nahen, bekannten Schauspielers Ludwig Devrient. 

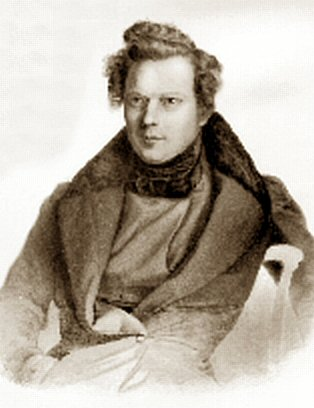
Eduard Genast

Im Frühjahr 1828 übernahm Eduard Genast, der aus Leipzig diverses Personal, darunter auch Emil und Dorothea Devrient, mitbrachte. Innerhalb eines Jahres führte er 37 anspruchsvolle Werke, darunter 21 Opern auf. Zum Teil handelte es sich um Erstaufführungen. 1828/1829 versah Heinrich Aloys Praeger das Amt des Musikdirektors. Die bisherige dreigeteilte Form der Vorstellungen wurde weitgehend aufgegeben. Bei einem Gastspiel des Theaters in Leipzig während der Leipziger Herbstmesse wurde ein Gewinn von 5000 Talern erzielt. Das Theaterkomitee überließ Genast hiervon 10 % und bot ihm einen Zehnjahresvertrag an, den er jedoch nicht annahm.

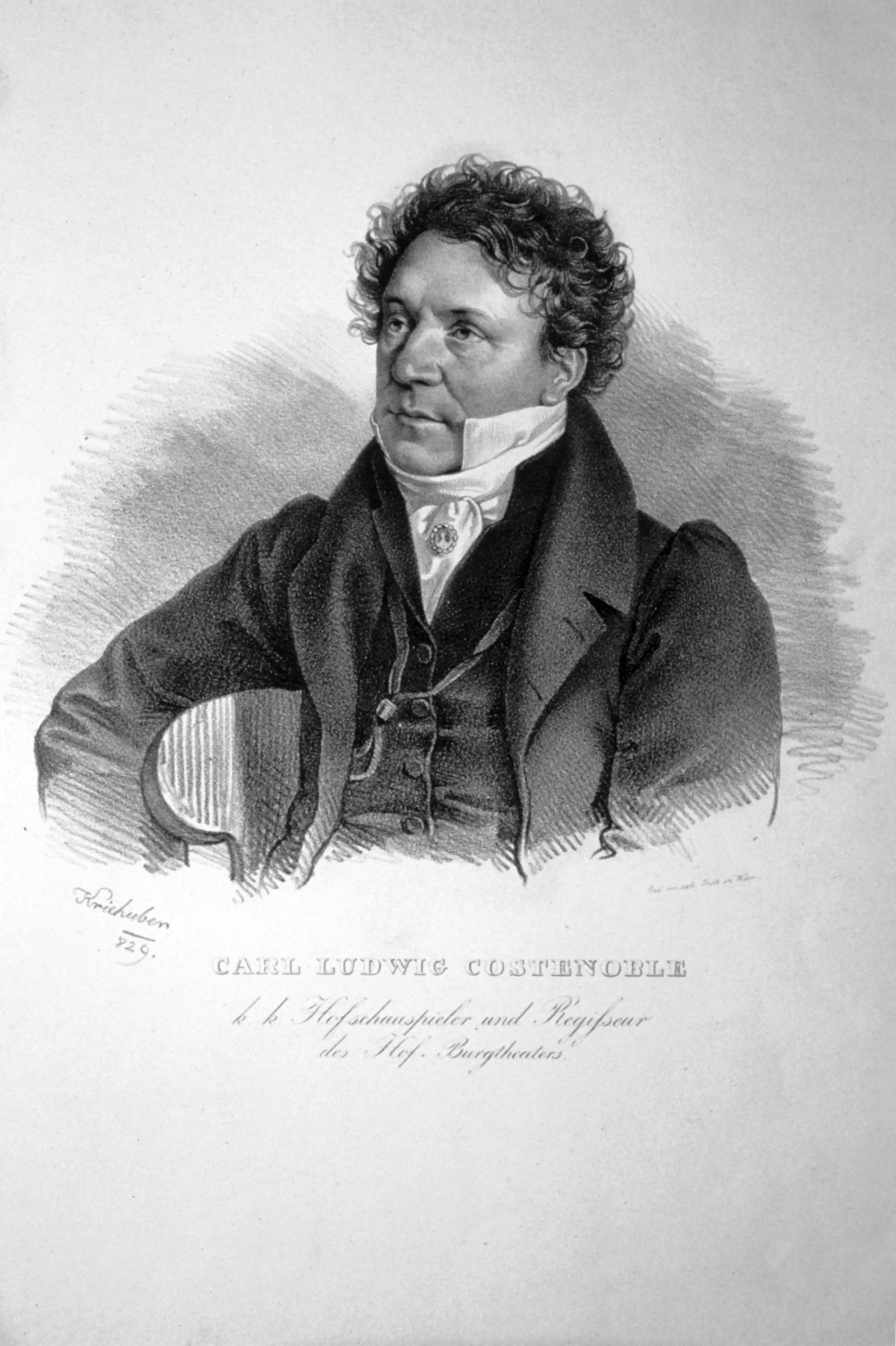
Karl Ludwig Costenoble, 1829

Nach Genasts Abschied übernahm mit Karl Quanter wieder ein Schauspieler die Leitung, der jedoch in Direktionsfragen unerfahren war. Ein neuerliches Bittgesuch an den König um Unterstützung hatte diesmal Erfolg. Die Regierung bot einen jährlichen Zuschuss in Höhe von 2000 Talern an, stellte jedoch die Bedingung, dass die Stadt in gleicher Höhe bezuschusst. Der Magistrat lehnte dies aber ab. Allerdings gelang es die Summe durch Spenden aufzubringen, so dass der Zuschuss, letztlich bis 1848, gezahlt wurde. Zum Spielplan gehörten Auftritte reisender Künstler, darunter Emil und Dorothea Devrient, aber auch Louis Angely und Sophie Schröder. Als einer der wenigen Höhepunkte dieser Zeit werden die Aufführungen des Kaufmanns von Venedig mit Karl Ludwig Costenoble als Shylock und Goethes Faust genannt. Die Faustaufführung erfolgte kurz nach der Uraufführung in Braunschweig. Im Zuge der Julirevolution von 1830 in Frankreich wurden bis Juni 1832 Truppen aus der Festung Magdeburg an die Grenze nach Aachen verlegt. Das betraf auch die Militärkapellen, die zu einem großen Teil auch das Theaterorchester stellten. Das Orchesterniveau sank so deutlich. 1831 brach in Magdeburg die Cholera aus, 1833 eine Grippe-Epidemie, der Quanters Nachfolger Gerhard Ludwig Friedrich Wagner zum Opfer fiel. Die allgemeine wirtschaftliche Situation, aber auch die des Theaters litt deutlich unter diesen Umständen. Hinzu kam, dass seitens der Krone das 1826 in Höhe von 15.000 Talern gewährte Darlehen zurückgefordert wurde. Das Komitee, das mit weiteren 11.900 Talern gegenüber den Aktionären im Rückstand war, setzte sich letztlich mit Erfolg für einen Verzicht der Krone auf die Darlehenssumme ein. Trotzdem war bereits ab dem 30. September 1833 das Theater geschlossen. Der Aktienverein stellte einen Verlust von 29.000 Talern fest und löste sich auf.

#### Neustart 1833

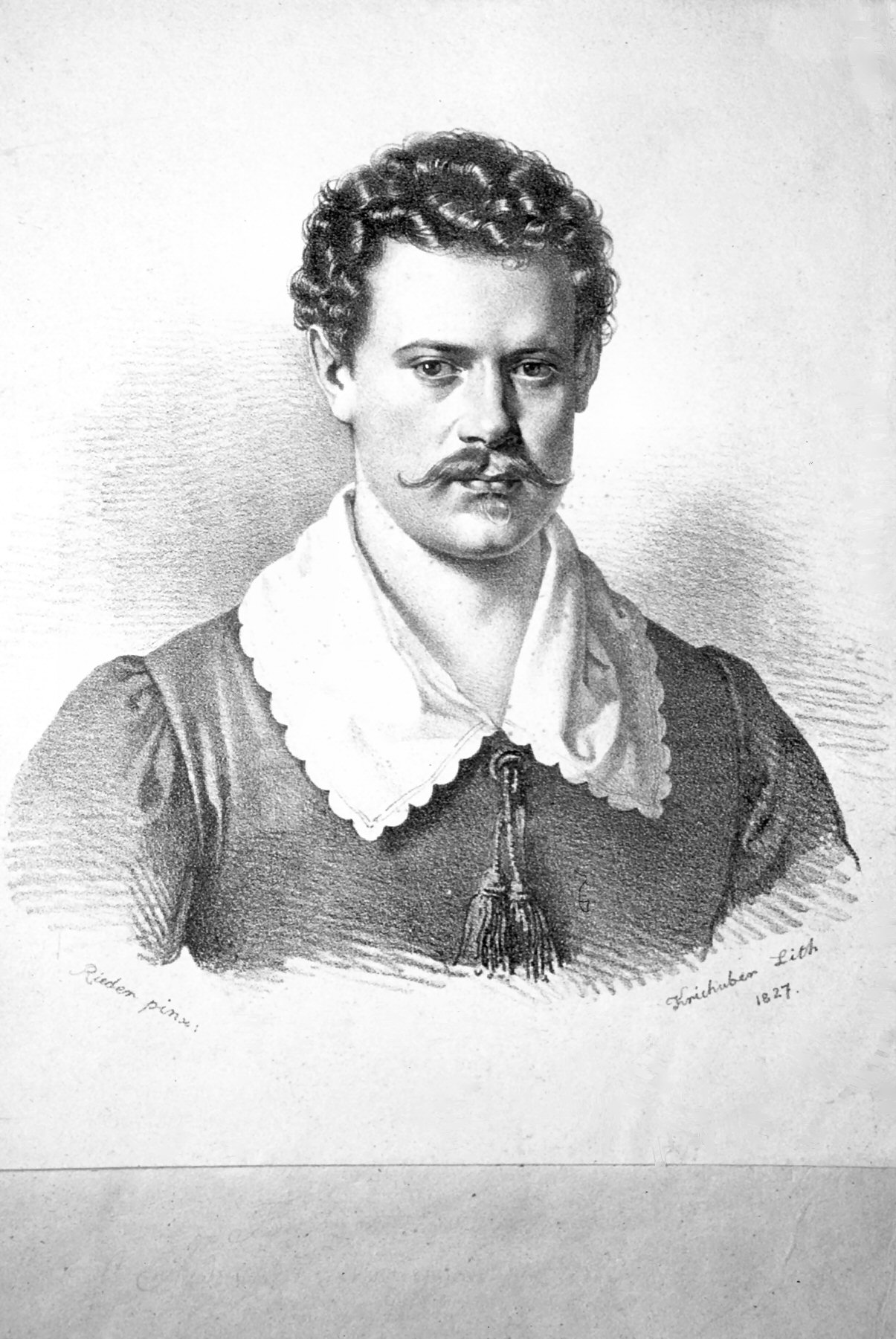
Wilhelm Kunst, 1827

Bereits im Oktober 1833 gelang jedoch eine Wiedereröffnung. Die Erben Guischardts verpachteten das Haus an drei ehemalige Mitglieder des Komitees. Sie verpflichteten den als exzentrisch beschriebenen Carl Friedrich Graf von Hahn-Neuhaus als neuen künstlerischen Leiter. Zum Ensemble gehörte der bekannte Schauspieler Wilhelm Kunst. Überliefert ist, dass er sich nach Burg fahren ließ, sich dort betrank und von Hahn-Neuhaus aus der Schenke ausgelöst werden musste. Nachdem er in Halle (Saale) unerlaubterweise ein Gastspiel gegeben hatte, protestierte Hahn-Neuhaus deutlich. Kunst geriet daraufhin so in Zorn, dass er Hahn-Neuhaus mit gezogener Klinge über den Breiten Weg trieb. Silvester 1833 floh Hahn-Neuhaus, er hatte noch nicht einmal die Kaution gezahlt, aus Magdeburg.
Als Direktor folgte Heinrich Eduard Bethmann, der einen Vertrag über fünf Jahre erhielt, geschäftlich aber keinen Erfolg hatte. Das Haus machte Verluste und wurde auf Verschleiß betrieben. Berichtet wurde, dass die Gläser der Lampen nicht gereinigt wurden und zum Teil während der Vorstellung erloschen und das Haus so in Qualm tauchten. Auch die Kulissen wurden als verschlissen beschrieben. Das finanzielle Aus konnte durch Gastspiele bekannter Künstler abgewendet werden. So gastierte die Schauspielerin Karoline Bauer zweimal vor ausverkauftem Haus in Magdeburg. Ihr Gastspiel wurde wegen des Erfolgs verlängert.

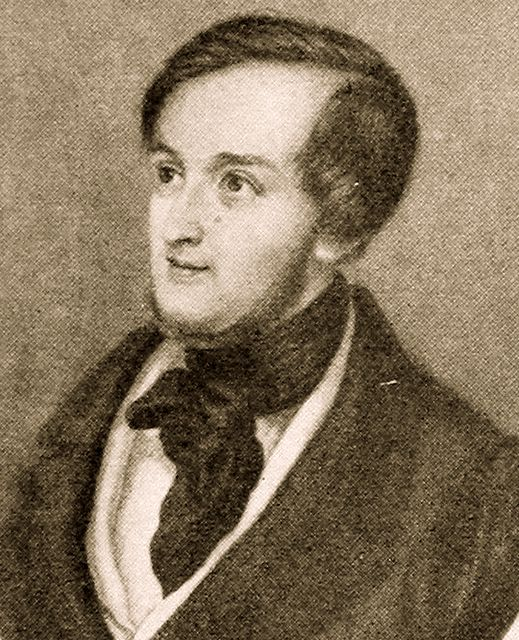
Richard Wagner, um 1830

Bethmann versuchte mit einem stärkeren Angebot an Opern das Publikumsinteresse zu steigern. Er bot daraufhin die unbesetzte Stelle des Musikdirektors Richard Wagner an, der zu diesem Zeitpunkt 21 Jahre alt war. Bethmann traf in Bad Lauchstädt, im Schlafrock mit Mütze auf dem Kopf und nach Schnaps riechend, auf Wagner. Wagner wollte gerade gehen, als Minna Planer hinzutrat, in die er sich sofort verliebte und daraufhin die Stelle doch annahm. Er folgte dem Ensemble über Rudolstadt und Bernburg nach Magdeburg, wo er in der neuen Spielzeit ab Oktober 1834 tätig war. Wagner leitete erfolgreich das Orchester, dirigierte, prüfte neue Stücke, komponierte selbst und verfasste auch Kritiken. Der Anteil der Opern am Spielplan blieb jedoch eher gering.
Die staatliche Zensur von Theatern traf auch das Nationaltheater. Hinsichtlich der beabsichtigten Uraufführung der Oper Das Liebesverbot von Richard Wagner, ordnete die Zensur eine Änderung des Titels hin zu Die Novize von Palermo an. Da Bethmann nicht mehr in der Lage war, Gagen zu zahlen, musste Wagner die Ensemblemitglieder überzeugen, trotzdem aufzutreten. Textbücher wurden allerdings nicht gefertigt, so dass das Publikum über die Handlung weitgehend im Unklaren blieb. Zur zweiten Aufführung, deren Einnahmen Wagner erhalten sollte, erschienen nur drei Zuschauer. Unter den Ensemblemitgliedern ereignete sich außerdem ein privates Eifersuchtsdrama, bei dem zwei Personen so verletzt wurden, dass sie nicht mehr auftreten konnten.
Nachdem Bethmann auch in der Folgezeit nur halbe Gagen zahlte, verließen viele Schauspieler das Ensemble. Im Theater traten nun Bauchredner, Seiltänzer, Feuerschlucker und auch ein Kinderballett auf. Letztlich musste das Haus am 2. Mai 1836 wieder geschlossen werden.
Neuer Pächter wurde Carl Beurer, der jedoch nur sehr geringe Gagen zahlte, so dass unter den Künstlern eine hohe Fluktuation herrschte und sich ein neues Ensemble nicht etablierte. Das Repertoire bestand im Wesentlichen aus Lustspielen. Die 1837 beabsichtigte Aufführung der Oper Gustav oder Der Maskenball von Daniel-François-Esprit Auber wurde untersagt und erst 1838 unter dem Namen Ballnacht aufgeführt. Beurer schied am 31. Dezember 1838 aus. Zugleich endete der Vertrag mit den drei ehemaligen Mitgliedern des Komitees. Das Haus wurde nun als Privattheater fortgeführt, Pächter wurde 1839 Jakob Christian Kramer, der jedoch überfordert war. Er erhängte sich am 10. August 1841 morgens um 4 Uhr. Seine Witwe musste, da kein neuer Pächter gefunden wurde, das Theater zunächst bis zum Frühsommer 1842 weiterführen. Oberbürgermeister Francke beschrieb sie als Analphabetin.

#### Entwicklung in den 1840er Jahren
Neuer Direktor wurde zum 1. Oktober 1842 Gustav Brauer, der wieder einen höheren künstlerischen Anspruch pflegte und im Programm auch soziale Widersprüche thematisierte. So führte er Anfang 1844 – kurz nach der Uraufführung in Dresden – Karl Gutzkows Zopf und Schwert auf. Den Ertrag der Aufführung vom 16. März 1844 spendete Brauer den notleidenden schlesischen Spinnern und Webern. Im April 1844 wurde das Stück nach elf Vorstellungen durch einen königlichen Befehl verboten. Die Lokalposse Die Geheimnisse von Magdeburg führte ebenfalls 1844 dazu, dass die Polizei während der laufenden Vorstellung unter Johlen der Besucher auf der Galerie und entsetztem Schweigen im Parterre und in den Logen in das Theater eindrang. Weitere Aufführungen des Stücks wurden untersagt.

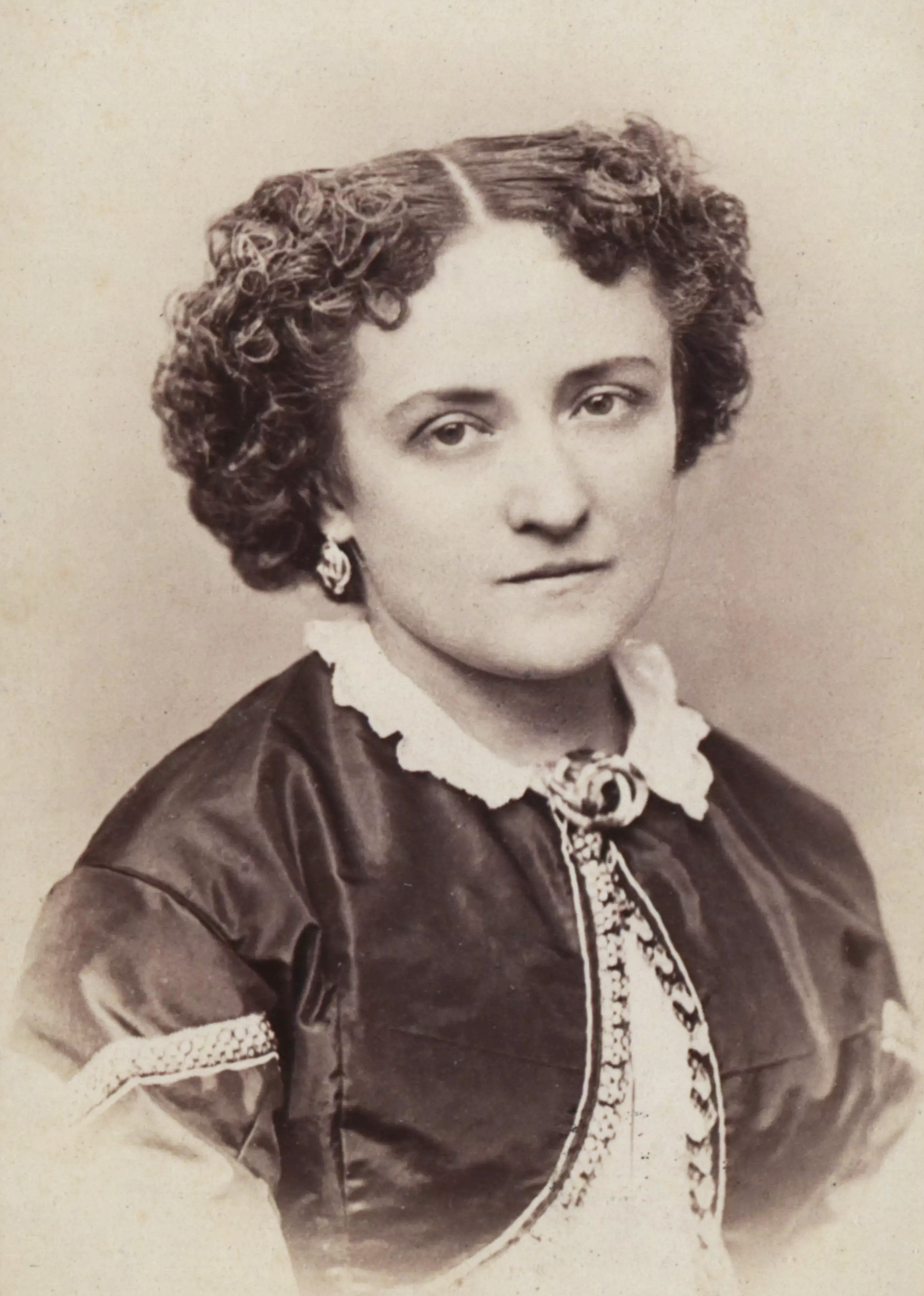
Anna Grobecker, geborene Mejo, um 1865

Unter Brauer gewann auch die Oper, die von Rudolph Wirsing geführt wurde, wieder an Qualität. Die Zahl der Orchestermitglieder wurde auf 40 erhöht, ein aus Laien bestehender Chor zählte 30 Personen. Am Theater wurden mehrere beachtete Erstaufführungen inszeniert, so am 21. April 1845 die von Wirsing dirigierte und sehr erfolgreiche Uraufführung der Undine von Albert Lortzing. Wichtiges Ensemblemitglied des Theaters war in dieser Zeit die junge, später berühmte Anna Mejo. 
Durch das Aufkommen der Eisenbahn ergab sich für das Theater eine neue Konkurrenzsituation, da Städte mit bekannten Theatern wie Berlin, Hannover oder Leipzig nun schnell erreichbar waren. Ein Logenplatz kostete in Magdeburg 20 Groschen und war damit etwas günstiger als in Theatern anderer größerer Städte. Auch in Lustspielen wurde die Eisenbahn als neues Element mehrfach thematisiert.
Zum 1. Januar 1845 übernahm wieder Carl Beurer die Theaterleitung. Bereits im Dezember 1844 trat er mit der Idee eines Städtebundtheaters an den Magdeburger Oberpräsidenten heran. Danach sollte das Magdeburger Theater mit denen in Halle (Saale) und Bad Lauchstädt vereinigt werden. Durch die neue Eisenbahnverbindung – die 1840 eröffnete Bahnstrecke Magdeburg–Leipzig – war die Reisezeit nach Halle von ursprünglich 14 Stunden nun deutlich gesunken. Da das Magdeburger Theater wegen Bauarbeiten 1845 für fünf Monate geschlossen werden musste, fanden zur Überbrückung Aufführungen in Halle (Saale) statt. Zur Umsetzung der Pläne für ein Städtebundtheater kam es jedoch, möglicherweise auch in Folge der gescheiterten Revolution von 1848 und der damit einhergehenden Beendigung von Reformbemühungen, nicht. Anlässlich der Wiedereröffnung des Theaters im Oktober 1845 kam es zu einem Eklat, als die Gebäudeeigentümer von Beurer die Übernahme der Baukosten verlangten. Beurer kündigte zum Jahresende und ging dann nach Halle (Saale). Während Beurer für sich selbst einen Gewinn erzielte, waren die Einkommens- und Arbeitsbedingungen für die Ensemblemitglieder katastrophal. Die monatlichen Gagen betrugen zwischen acht und zehn Talern, während das Existenzminimum bei 15 Talern gesehen wurde. Es wurde von Hunger im Theaterorchester berichtet. Vertragliche Rechte lagen sehr weitgehend bei der Direktion, die Verträge einseitig beenden und auswärtige Gastspiele beliebig anordnen konnte. Der von 1847 bis 1870 als Schauspieler und zeitweise auch als Regisseur am Theater wirkende Heinrich Amberg, wandte sich verzweifelt an Oberbürgermeister Francke und erhielt jährlich eine Unterstützung aus dem Theaterfonds von 15 bis 20 Talern.
Im Zuge der Industrialisierung wuchs die Bevölkerungszahl und auch die Wirtschaftskraft Magdeburgs und der umgebenden Orte stark an. In diesem Zusammenhang gab es Überlegungen, die Stadt nach Westen zu erweitern und dabei auch ein neues Theater zu errichten. Auch diese Pläne blieben jedoch zunächst unverwirklicht.

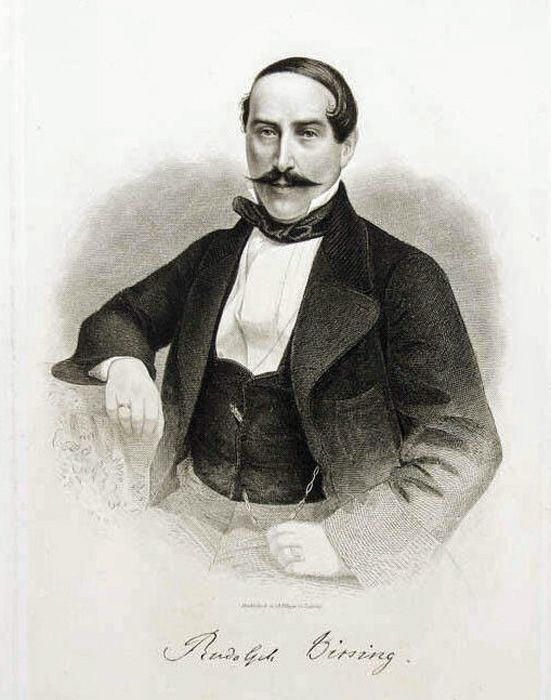
Rudolph Wirsing, um 1850

Nachfolger Beurers wurde Rudolph Wirsing. Er richtete im Sommer 1846 vor dem Ulrichstor, unmittelbar westlich vor der Stadt, im Bereich des heutigen Damaschkeplatzes, das Tivoli als Vorstadt-Theater ein, das sich großen Zuschauerzuspruchs erfreute. Eine weitere Tivoli-Bühne eröffnete er in Halle (Saale). Er erwarb auch Garderobe und Bibliothek von der Stadt, die daraus den Theaterfonds zur Unterstützung bedürftiger Bühnenkräfte bildete.
Im März 1848 erreichte die Revolution auch Magdeburg. Wirsing führte am 22. März, dem Tag der Beisetzung der Märzgefallenen in Berlin, als bewusstes Zeichen, das Stück Eduard von Bauernfelds Ein deutscher Krieger auf. Es folgten Wilhelm Tell, Die Räuber sowie Die Verschwörung des Fiesco zu Genua. Auch Zopf und Schwert von Gutzkow wurde wieder gezeigt. Weitere Aufführungen in dieser Zeit waren Napoleon oder Die hundert Tage von Christian Dietrich Grabbe und die Posse mit Gesang Eigenthum ist Diebstahl oder Der Traum eines roten Republikaners.
Ein lebhafter Bericht über die Situation des Theaters in der Zeit kurz nach der Revolution ist von Anna Löhn-Siegel in ihren Lebenserinnerungen Aus der Alten Coulissenwelt überliefert, die 1848 als Schauspielerin am Theater beschäftigt war.
Die Aufhebung der Theaterzensur im September 1848 war eher formal und blieb nur vorübergehend bis 1851 bestehen. 1850 gab es eine Anzeige gegen den Komiker Grobecker, der sich auf der Bühne zu Berliner Gendarmen geäußert hatte. 1855 wurde eine Aufführung des Stücks Martin Luther oder Weihe der Kraft von Zacharias Werner wegen eines Einspruchs des Konsistoriums verboten. Der Sänger Heinrich Breuer musste eine Strafe von fünf Talern zahlen, da er sich im Barbier von Sevilla satirisch geäußert hatte.
Wirsing verließ zum 31. Dezember 1848 Magdeburg und übernahm mit Beginn des Jahres 1849, mit Hilfe der Einnahmen aus den Tivoli-Bühnen, das deutlich größere Theater in Leipzig. Der Abgang des erfolgreichen Wirsings und der kurz zuvor erfolgte Rücktritt des für das Theater engagierten Oberbürgermeisters Francke stellten einen Einschnitt in der Entwicklung des Theaters dar. Hinzu kam, dass seitens des königlichen Kabinetts der jährliche Zuschuss in Höhe von 2000 Talern mit Schreiben vom 31. Dezember 1849 eingestellt wurde.

#### Niedergang ab 1850
Die Qualität des Theaters ging wieder deutlich zurück. Der neue Direktor Julius Eicke ließ dressierte Pudel, Athleten, Affen, Pferde und Zauberer auftreten. Ein arabischer Künstler brach nach einem Salto mortale durch den Bühnenboden und verschwand so vor den Augen der Zuschauer. Während an anderen Theatern ein klassischer Kanon an Stücken entwickelt wurde, machten solche Stücke in Magdeburg nur etwa 5 % der Aufführungen aus. Das Magdeburger Ensemble umfasste nur noch 15 schlecht bezahlte Mitglieder. Häufig fanden Gastauftritte reisender Künstler statt. Trotz der schlechten Qualität war Eicke wirtschaftlich erfolgreich. Er erwarb von der Stadt Dekorationen, Lampen, Notenpulte und Requisiten. Diese Einnahmen flossen dem Theaterfonds zu. 
Im Theater wurden auch lokale Possen gezeigt. Zumeist handelte es sich um Stoffe aus Berlin, die an die Magdeburger Situation angepasst wurden, so Ich – und die Cracauer Kühe, philosophische Betrachtungen eines Cracauer Esels auf dem Weg nach Magdeburg, Der Geist auf dem Fürstenwalle, Das Mädchen aus der Neustadt oder der Postillion von Schönebeck. Das 1854 gezeigte Stück Helene aus der Dreibrezelstraße von Ferdinand Heyl war hingegen ein speziell für Magdeburg entstandenes Werk. Besonders erfolgreich war das Stück Einmal hunderttausend Taler von David Kalisch.
Im Frühjahr 1849 errichtete Eicke auf dem Werder, östlich der Stadt, ein weiteres Tivolitheater mit bis zu 1600 Plätzen. Das Theater selbst verfiel hingegen auch baulich weiter. Im Vergleich zu Theatern anderer Städte fiel das Magdeburger Theater deutlich ab. Die Jahreseinnahmen beliefen sich 1855 auf 40.000 Taler Preußisch Courant, was etwa dem Niveau Dessaus entsprach. Die Konkurrenten Braunschweig und Leipzig hatten das Doppelte an Einnahmen, Hannover das Zweieinhalbfache, Hamburg das Fünffache und Berlin das Neunfache. Einen Pensionsfonds gab es, anders als in anderen Städten, nicht. Hinzu kam, dass auch das sonstige Umfeld in Magdeburg schwieriger war. Das Leipziger Theater konnte ein Theatergebäude kostenlos nutzen, während man in Magdeburg für das renovierungsbedürftige Haus jährlich 2400 Taler Miete zahlen musste. Die Bedingungen im Haus waren schlecht. Es wurde häufig nicht geheizt, auch fehlte es an Garderobenhaken, so dass das Publikum Mäntel und Hüte an- bzw. aufbehielt. Besonders schlimm stand es um die Toiletten. Sie waren auch für Männer nur im Notfall benutzbar, für Damen gab es praktisch keine.
Anfang 1852 wurde Johann Springer neuer Pächter des Theaters. Er legte wieder mehr Wert auf die künstlerische Qualität des Hauses. So brachte er 1855 fünf Stücke von Shakespeare und drei von Schiller neu auf die Bühne. Häufig spielten Gäste nun Hauptrollen bei Premieren. Später wurden die Rollen dann von Mitgliedern des Ensembles übernommen. Das Ensemble wurde wichtiger, statt willkürlicher Einzelwerke entwickelte sich ein Repertoire. Springer engagierte sich auch wieder für die Oper. So kam es zum Beispiel Anfang 1854 zur Erstaufführung von Tannhäuser, der bis 1859 dann 22 Mal gegeben wurde. Aufgrund dieser neuen Ausrichtung ergab sich ein deutlich höherer Personalbedarf, was zu wirtschaftlichen Problemen führte. Um Einnahmen zu erzielen, wurden Dauergastspiele exotischer Künstler, spanischer Tänzer, eines Kinderballetts aus Wien und chinesischer Jongleure gegeben.
1856 verstarb Springer und seine Witwe Emilie Springer führte die Direktion an seiner Stelle zuverlässig weiter. Sie ließ 1859 ein neues Tivoli-Theater auf dem Werder errichten. Ihr Nachfolger war Otto Nowack, der im Mai 1860 sein auf eigene Kosten auf dem Werder errichtetes Viktoriatheater eröffnete, das sich großen Zuspruchs erfreute. Der künstlerische Anspruch sank wieder. Das Oberpräsidium der Provinz Sachsen drohte ihm im Jahr 1863 mit einem Entzug der Spielerlaubnis, falls er weiterhin „finanziellen Gewinn vor den der Bildung“ stellen würde. Opern wurden immer weniger gezeigt. Das Orchester zählte nur noch 22 Personen. Sehr häufig wurden auswärtige Gastspiele gegeben. Drei Mal in der Woche wurde auf dem Land in Schönebeck oder Halberstadt gespielt. Ständig kam es zu Zwischenfällen. Einmal flogen aufgescheuchte Fledermäuse um die Köpfe der Schauspieler, ein anderes Mal jagten Katzen über die Bühne und stürzten Requisiten um.
Die Opern Die Rosenmädchen (1860, nach Emmanuel Théaulon) und König Georg (1861, nach einem Drama von Rudolf Kneisel) des Magdeburger Komponisten Christian Friedrich Ehrlich wurden am Stadttheater Magdeburg uraufgeführt.
Im Sommer 1860 gründete Oberbürgermeister Gustav Hasselbach ein Comite zum Neubau eines Theaters, da die Pläne Franckes zur Stadterweiterung wieder aufgegriffen wurden und so auch ein Theaterneubau denkbar erschien. 
1861 kam es zu einem Strafprozess gegen den Komiker Ludwig Flesche. Ihm wurde vorgeworfen im Stück Der Steckbrief von Roderich Benedix eine vollständige Uniform getragen und einen bekannten Magdeburger Polizeibeamten „treffend kopiert“ zu haben. Er wurde jedoch freigesprochen, da das Gericht feststellte, dass das Tragen von Amtskleidern auf der Bühne auch in Berlin geduldet werde.
In den Jahren von 1860 bis 1863 wurde das Schauspielhaus umgebaut und erhielt so wieder ein eleganteres Erscheinungsbild. Ab 1865 wendete sich Nowack wieder stärker klassischen Stücken zu, wobei die Qualität weiterhin kritisiert wurde. In seinem zehnjährigen Wirken als Direktor beschäftigte Nowack sechs unterschiedliche Oberregisseure. Die Zuschauer blieben aus. In dieser Zeit entstand zugleich jedoch auch eine vielfältige private Konkurrenz aus Vergnügungsstätten, die auch leichte Unterhaltung anboten, darunter das Coreum in Buckau, das Odeum auf dem Werder, die Wilhelma in Neustadt, das Neue Sommer-Theater im Tiara-Park von Georg Richard Kruse im Stadtfeld und ein weiteres Tivoli. 1864 wurde am Alten Brücktor außerdem das Café francais, das spätere Wilhelm-Theater, gegründet. Ende 1869 zog Nowack wieder nach Berlin, pachtete jedoch später erneut das Viktoriatheater.

#### Schlussphase und Neubau
1869 pachtete Theodor Flügge das Theater. Auf ihn folgte 1873 Theodor Asché. Beide versuchten künstlerischen Anspruch durchzusetzen. Wagner lobte die erste strichlose deutsche Inszenierung des Lohengrins, die am Theater gezeigt wurde. Auch Der Fliegende Holländer und Rienzi wurden auf die Bühne gebracht. Im Jahr 1869 debütierte der Schauspieler Theodor Reichmann am Theater, 1871 wurde der Komponist Lothar Kempter zweiter Kapellmeister. In der Kombination aus vielfältiger Konkurrenz und schlechter Gebäudesubstanz konnte das Theater sich jedoch nicht mehr durchsetzen. Die Notwendigkeit eines Neubaus nahm konkreter Züge an. Für das Neubauvorhaben wurde eine eigene Aktiengesellschaft gegründet. Die Bauarbeiten begannen 1873.
1876 zog das Theater in den Neubau des Stadttheaters Magdeburg um.
Das alte Gebäude des Nationaltheaters gehörte von 1887 bis 1916 dem Großkaufmann Theodor Ofschenfzig und diente dann als Turnhalle. Im Zweiten Weltkrieg wurde das Haus zerstört. In der Zeit der DDR wurde die Fläche mit einen Wohn- und Geschäftshaus in Plattenbauweise überbaut.

## Architektur des Theatergebäudes
Der zweigeschossige verputzte Theaterbau bot Platz für 1200 Zuschauer. Der Zuschauerraum war in Form eines Amphitheaters angelegt. Darüber waren umlaufend die Hauptlogen angeordnet, darüber die Logen des zweiten Rangs, deren Brüstungen auf zwölf Säulen im altdorischen Stil ruhten. Noch weiter oben, auf zwölf ionischen Säulen ruhend, befand sich die Galerie. Diese Säulen trugen zwölf, die Decke tragende Termen. Die Decke war mit Rosetten in Form einer Kuppel verziert. In der Mitte befand sich eine runde Öffnung, aus der der Kronleuchter herabgelassen werden konnte. Beidseits des Orchesters befanden sich weitere besondere Logen, die in gleicher Höhe wie die anderen Logen angeordnet waren. Das Portal des Saals wurde von zwei Paar korinthischen Säulen getragen, zwischen denen ebenfalls Logen in gleicher Höhe angebracht waren.
Die Bühne war 14 Meter tief und verfügte über vier Kulissengassen. An Dekorationen waren zunächst ein Königssaal und ein Tempel angefertigt worden. Unterhalb der Bühne befanden sich die Künstlergarderoben.